# 디오게네스 라에르티오스
디오게네스 라에르티오스(고대 그리스어: Διογένης Λαέρτιος)는 기원후 3세기 고대 그리스의 전기 작가이다.
그의 삶에 관해서 알려진 것은 매우 적다. 다만 그가 저술한 철학자 전기인 《유명한 철학자들의 생애와 사상》(고대 그리스어: Βίοι καὶ γνῶμαι τῶν ἐν φιλοσοφίᾳ εὐδοκιμησάντων 비오이 카이 그노마이 톤 필로소피아 에우도키메산톤[*], 라틴어: Vitae philosophorum 비타이 필로소포룸[*])만이 현재까지 전해지는데, 고대 희랍 철학자들의 삶과 관련된 많은 정보를 알려주는 귀중한 자료이다.

## 한국어 번역
- 김주일·김인곤·김재홍·이정호 옮김, 《유명한 철학자들의 생애와 사상》(전 2권), 나남, 2021

## 같이 보기
- 조너선 반스